# ديف أوغيلفي
ديف أوغيلفي هو موسيقي ومنتج أسطوانات وملحن كندي، ولد في القرن العشرين في مونتريال في كندا.

## وصلات خارجية
- ديف أوغيلفي على موقع ميوزك برينز (الإنجليزية)
- ديف أوغيلفي على موقع أول ميوزيك (الإنجليزية)
- ديف أوغيلفي على موقع أول ميوزيك (الإنجليزية)
- ديف أوغيلفي على موقع ديسكوغز (الإنجليزية)